# Lamiwudyna
Lamiwudyna, 3TC (łac. lamivudinum) – wielofunkcyjny organiczny związek chemiczny z grupy analogów nukleozydów. Jej struktura jest zbliżona do L-2′-deoksycytozyny (enancjomeru naturalnej D-2′-deoksycyozyny), jednak brak jej grupy 3′-hydroksylowej, a w pozycji 3′ zamiast atomu węgla znajduje się atom siarki. Jest stosowana jako prolek w leczeniu zakażeń ludzkim wirusem niedoboru odporności oraz przewlekłym wirusowym zapaleniu wątroby typu B.

## Mechanizm działania
Lamiwudyna zostaje przekształcona wewnątrzkomórkowo w procesie fosforylacji oksydacyjnej w czynny metabolit trójfosforan lamiwudyny. Trójfosforan lamiwudyny jest kompetycyjnym inhibitorem odwrotnej transkryptazy ludzkiego wirusa niedoboru odporności (HIV) zarówno typu HIV-1, jak i HIV-2. Pomimo że oporność HIV na lamiwudynę w monoterapii szybko narasta, to lamiwudyna opóźnia pojawienie się oporności na zydowudynę, a w niektórych przypadkach przywraca na nią wrażliwość.

## Zastosowanie
- zakażenie HIV[3] i następczy zespół nabytego niedoboru odporności[4],
- przewlekłe wirusowe zapalenie wątroby typu B, gdy inne leki przeciwwirusowe są niedostępne lub niewłaściwe[5]

Lamiwudyna znajduje się na wzorcowej liście podstawowych leków Światowej Organizacji Zdrowia (WHO Model Lists of Essential Medicines) (2017).
Lamiwudyna jest dopuszczona do obrotu w Polsce w połączeniu z zydowudyną (2018).

## Działania niepożądane
Lamiwudyna może powodować następujące działania niepożądane u ponad 1% pacjentów: ból głowy, bezsenność, kaszel, objawy ze strony nosa, nudności, wymioty, ból brzucha, biegunka, wysypka, łysienie, ból stawów, choroby mięśni, zmęczenie, osłabienie, gorączka. W przypadku większości działań niepożądanych nie można ocenić czy są one związane bezpośrednio z lekiem, czy też z objawami zakażenia ludzkim wirusem niedoboru odporności.